# حمض الإيتاكونيك
حمض الإيتاكونيك هو مركب كيميائي صيغته C5H6O4، ويحوي المركب بالإضافة إلى مجموعتي الكربوكسيل على رابطة مضاعفة، ولذلك فهو يصنف ضمن الأحماض ثنائية الكربوكسيل الألكينية.

## التحضير
يحضر المركب من تقطير حمض الليمون (حمض الستريك)، حيث يحصل أولاً على أنهيدريد حمض الإيتاكونيك، والذي يتحول لاحقاً إلى حمض الإيتاكونيك.
يمكن التحضير بطرق حيوية عن طريق تخمير الكربوهيدرات مثل الغلوكوز أو دبس السكر (المولاس) بلعض الأنواع من الفطريات مثل Aspergillus terreus.

## الخواص
يوجد المركب في الشروط القياسية على شكل صلب بلوري أبيض اللون، ذي انحلالية جيدة في الماء، كما يذوب في الأسيتون والإيثانول.
يتحول المركب بالتسخين إلى أنهيدريد حمض الإيتاكونيك، والذي يتصاوغ إلى أنهيدريد حمض السيتراكونيك، ومن ثم إلى حمض السيتراكونيك.

## الاستخدامات
يستخدم المركب في صناعة البوليميرات مثل بولي أكريلات.